# فرودگاه ووینجاما
فرودگاه ووینجاما  (به انگلیسی: Voinjama Airport)  یک فرودگاه   با کد یاتا VOI است . این فرودگاه در  کشور لیبریا قرار دارد .